# Barisia imbricata
Barisia imbricata — вид веретільницеподібних ящірок родини веретільницевих (Anguidae). Ендемік Мексики.

## Поширення і екологія
Barisia imbricata мешкають в горах Трансмексиканського вулканічного поясу. Вони живуть на галявинах гірських соснових лісів, на висоті від 1800 до 3000 м над рівнем моря. Живородні.